# Sangwon sa
Sangwon sa (상원사 Klasztor Wysokiego Miejsca) – koreański klasztor.

## Historia klasztoru
Są dwie wersje powstania klasztoru: 
- klasztor ten został wybudowany w 643 roku przez Chajanga górze Odae[1].
- w 705 roku przybyli tu modlić się do Mańdziuśriego dwaj książęta Poch'ŏn i Hyomyŏng i wybudowali pustelnię. Po śmierci ich ojca Hyomyŏng został koronowany na króla, a Poch'ŏn pozostał na górze Odae. Wybudował modlitewną świątynię Chinyowon[2].

W XIV wieku przybył do klasztoru uczeń mistrza sŏn Naonga Hyeguna Yongnoam, który zastał klasztor w bardzo złym stanie i odbudował go. W 1376 roku trzydziestu trzech mnichów sŏn rozpoczęło w tym klasztorze 10-letni okres odosobnienia medytacyjnego. według legendy po pięciu latach odosobnienia posąg Buddy zaczął emitować promienie światła i wydzielać zapach.
W 1465 roku klasztor został przebudowany i tym razem ponad pięćdziesięciu mnichów rozpoczęło odosobnienie.
Wiosną 1926 roku do klasztoru przybył mistrz sŏn Hanam Chungwŏn, pod którego kierunkiem praktykowało w klasztorze kilkuset mnichów. W czasie wojny koreańskiej w 1950 roku armia nakazała ewakuację zarówno Wolchŏng sa jak i Sangwon sa. Hanam odmówił opuszczenia klasztoru. Decyzję swą argumentował, że gdy przybył tu dwadzieścia pięć lat temu, ślubował nie opuścić klasztoru aż do śmierci. Pozostał w klasztorze sam. Gdy wojsko komunistyczne wkroczyło do klasztoru zastało tam medytującego mistrza. Byli tak zaskoczeni absolutnym brakiem strachu, że pozostawili go w spokoju. Mistrz Hanam zmarł 22 marca 1951 roku po długiej głodówce, siedząc w pozycji lotosu.
Innym ze znanych mistrzów sŏn, którzy praktykowali w tym klasztorze, był Suwŏl. Zapewne było to na przełomie XIX i XX wieku.
W 1946 prawie cały klasztor uległ pożarowi. W 1947 roku został odbudowany.
Obecnie klasztor znajduje się na terenie Narodowego Parku góry Odae.

## Znane obiekty
- Dzwon z brązu (Tongjong) – Skarb Narodowy nr 36 (najstarszy dzwon w Korei z 725 roku)
- Drewniana figura siedzącego dziecka Munsu z klasztoru Sangwon - Skarb Narodowy nr 221
- Chŏkmyŏlbogung - nie leżące bezpośrednio na terenie klasztoru sanktuarium z relikwiami Buddy przywiezionymi przez Chajanga.

## Adres klasztoru
- 308-5 Dongsan-ri, Jinbu-myeon (1211-14 Odaesan-ro), Pyeongchang-gun, Gangwon-do, Korea Południowa

## Galeria

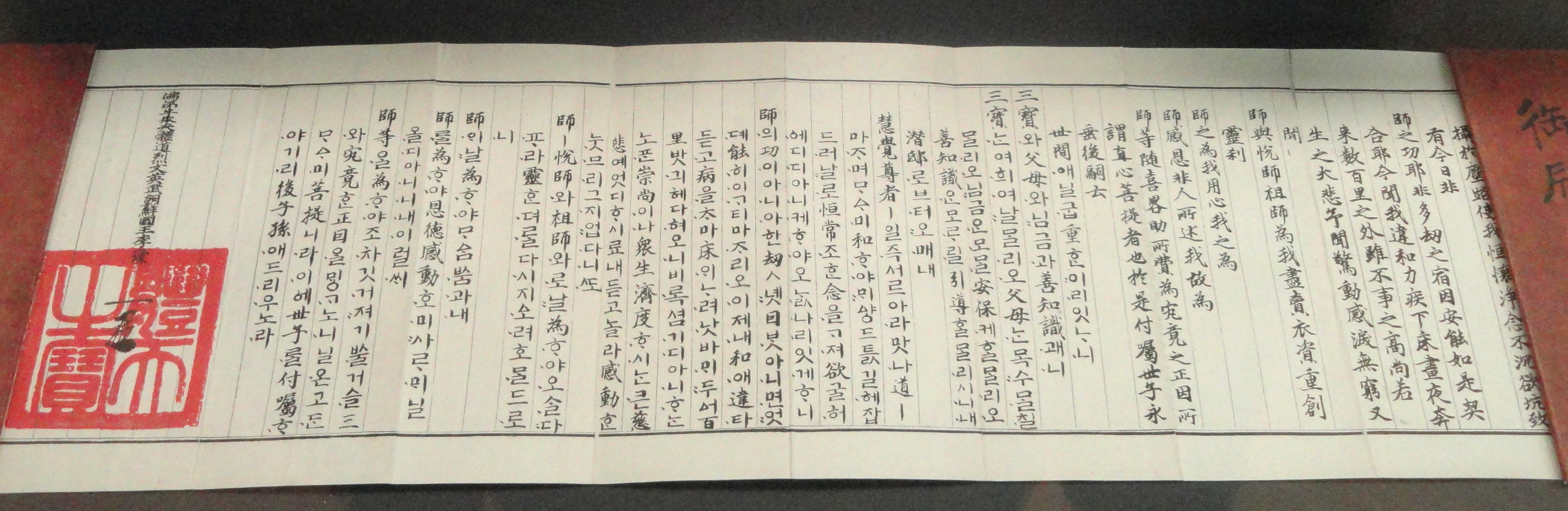
Replika dokumentu renowacyjnego klasztoru w roku 1464
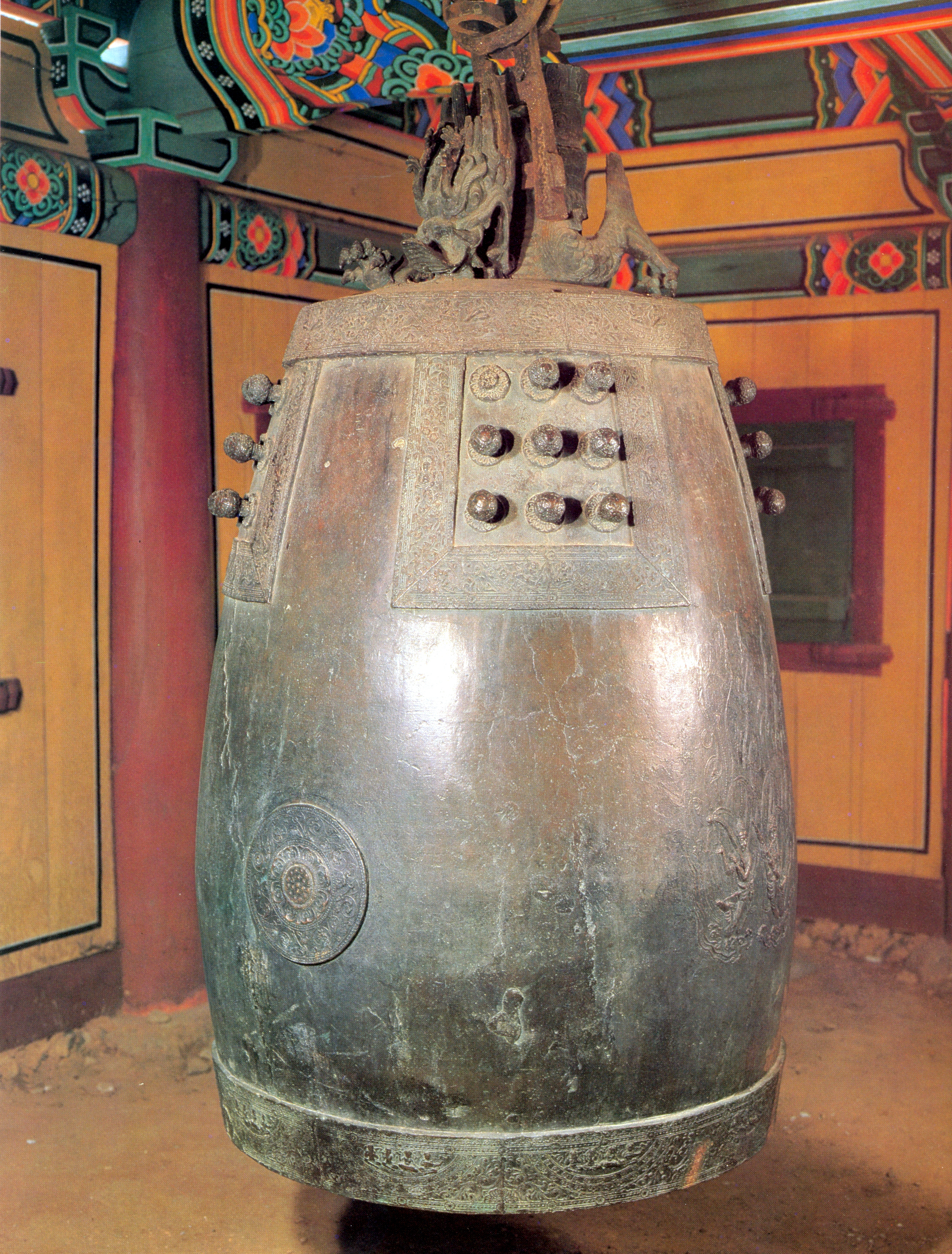
Dzwon
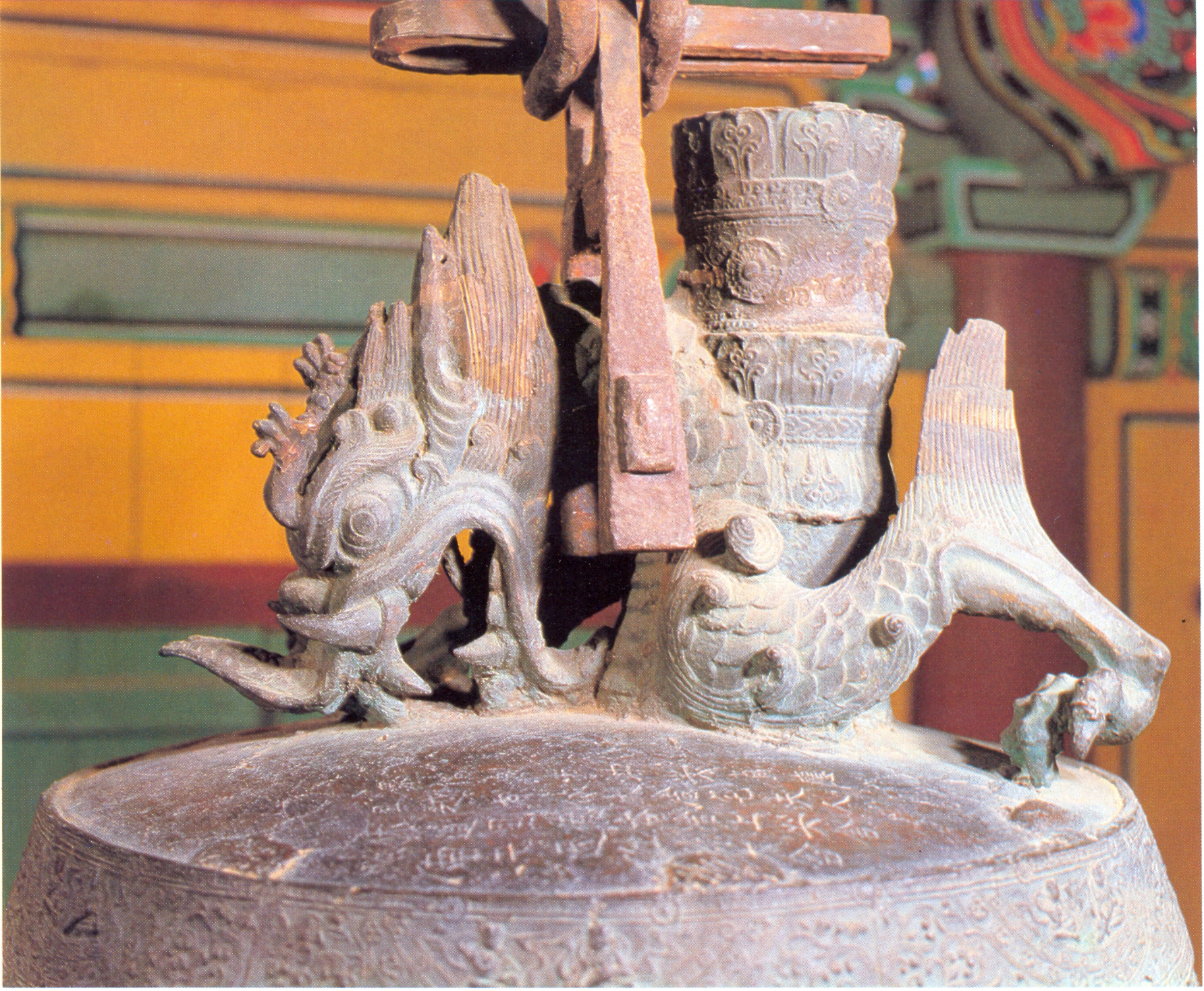
Detal dzwonu
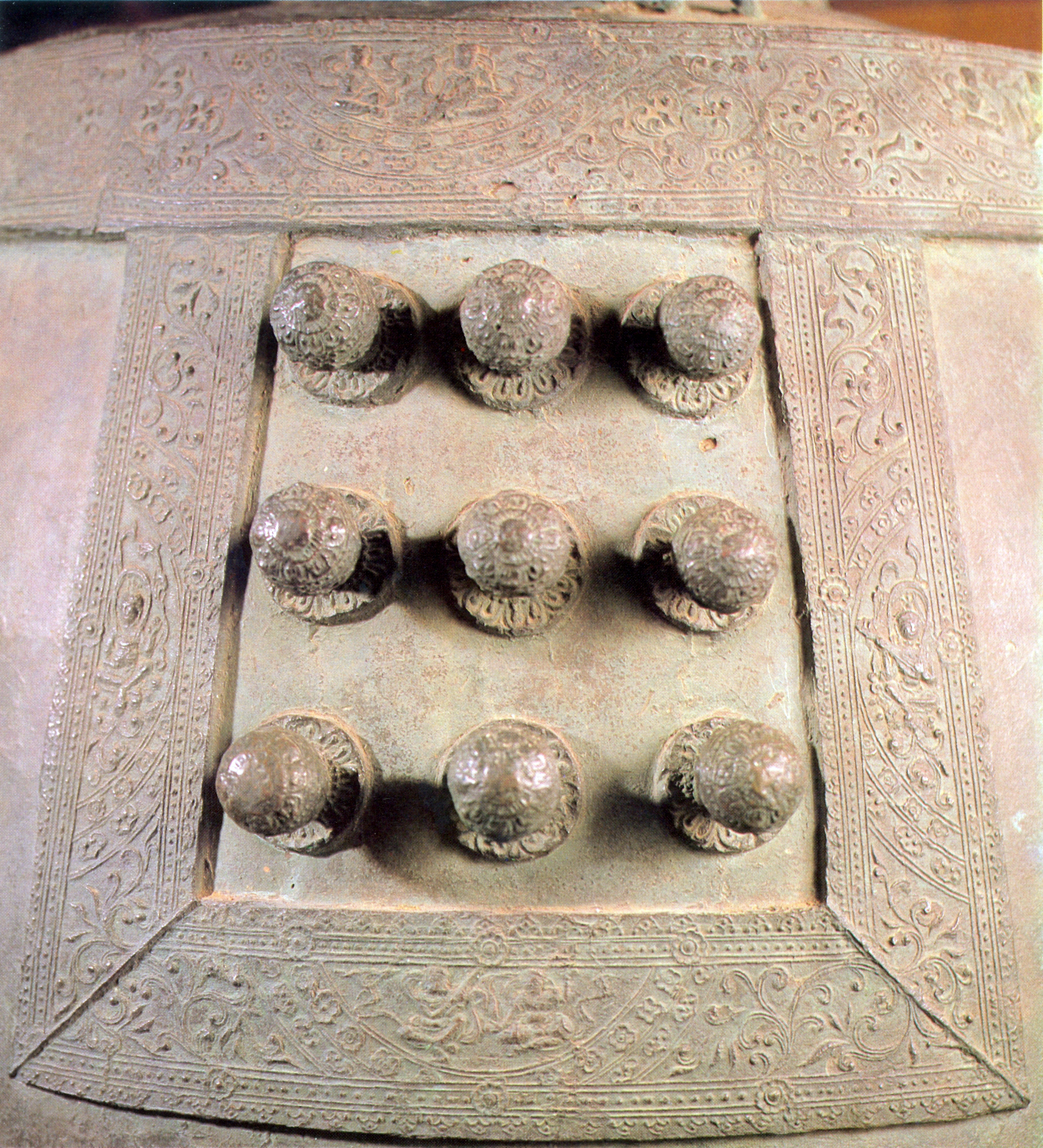
Detal dzwonu
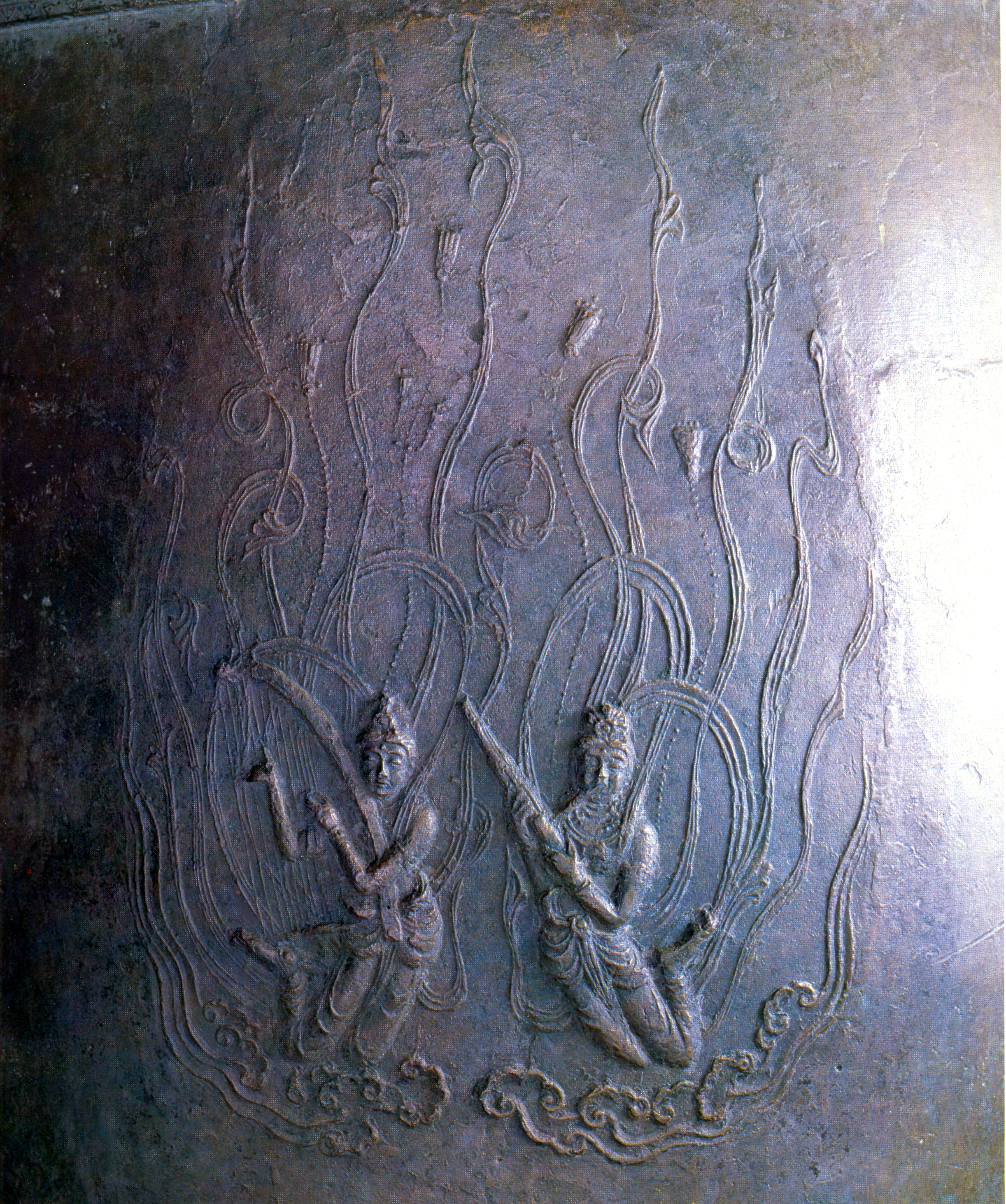
Detal dzwonu
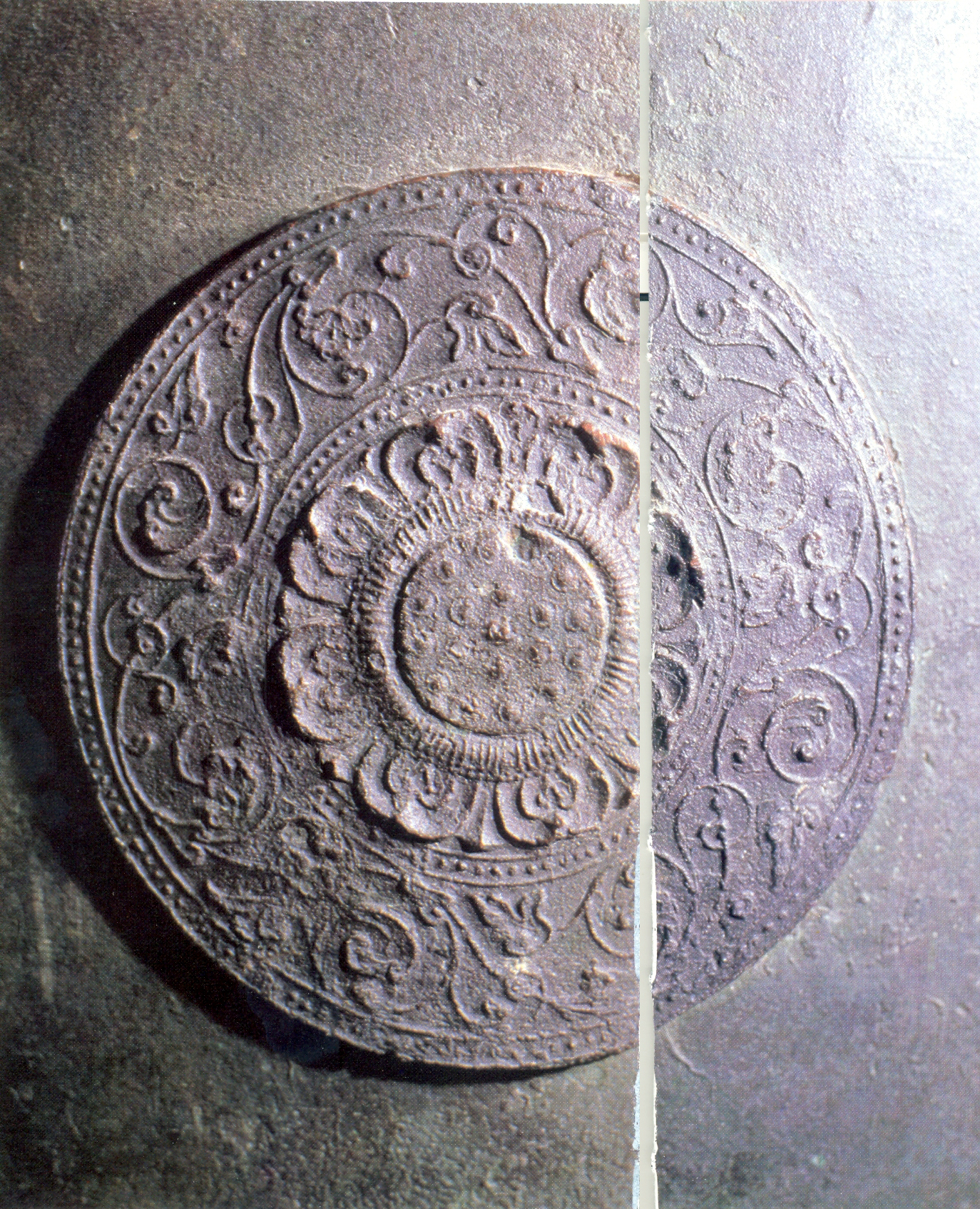
Detal dzwonu